# Aetapcus
Aetapcus is een monotypisch geslacht van straalvinnige vissen uit de familie van indianenvissen (Pataecidae).

## Soort
- Aetapcus maculatus (Günther, 1861)